# Julienne Niat
Pour les articles homonymes, voir Niat.
Julienne Niat Ngoumou, née en 1927 à Bana dans la région de l'Ouest, et morte en 2009, est une femme politique camerounaise. Elle est la présidente du premier mouvement national des femmes camerounaises (Assofecam) en 1950 et la première femme à se porter candidate aux élections législatives au Cameroun en novembre 1951.

## Biographie

### Enfance et Débuts
Julienne Niat est née en 1927 à Bana. Elle appartient à la cour royale de Bana et est mêlée très jeune à la gestion du royaume où elle tire une grande expérience de la vie politique. Elle est enseignante de formation, diplômée de la première promotion de l’école supérieure de Yaoundé. 

### Carrière politique
Au début des années 1950, elle est la présidente de l'Assofecam, le premier mouvement national des femmes camerounaises et présidente du Conseil de la jeunesse du Cameroun, un mouvement affilié à la World Assembly of Youth. En novembre 1951, elle se présente aux élections à l'assemblée territoriale du Cameroun français (Atcam). Elle est investie candidate à l’Assemblée représentative par l’ESOCAM (évolution Sociale du Cameroun, parti créé en 1949). Elle est la première femme dans l'ensemble des territoires d'Afrique sous tutelle à se porter candidate. Elle est célibataire et enceinte de plusieurs mois lorsqu'elle commence sa campagne électorale. À la naissance du bébé, elle fait trôner le berceau de son bébé dans sa camionnette de campagne et l’emmène partout avec elle.
Elle essuie deux défaites électorales entre 1951 et 1952, des défaites attribuées aux manigances de ses adversaires masculins ne supportant pas la candidature d’une femme célibataire. En 1951, le droit de vote est accordé uniquement aux femmes ayant au moins 2 enfants. En 1952, Julienne Niat rassemble des femmes de différentes professions et classes sociales et fonde l’Union des femmes camerounaises (UFC)  avec Marie Irene Ngapeth et Marthe Moumie également enseignantes et épouses de cadres nationalistes, l’Union des Femmes Camerounais (UFC). À travers ce mouvement féministe, les femmes de l’UFC demandent « le droit de vote, l’amélioration des conditions sociales, sanitaires, et économiques des femmes, l’égalité des genres, mais également l’égalité entre les femmes blanches vivant au Cameroun et les femmes noires». En 1952, l’UFC présente une pétition à l’ONU dans laquelle elles demandent  « le droit de vote pour toutes les femmes, le congé de maternité pour les femmes noires, la mécanisation de l’agriculture pour aider les cultivatrices, l’accès à l’éducation pour les filles et la fin de la ségrégation des établissements scolaires».
Son adhésion à l’Union française provoque un conflit avec les deux autres et met fin à leur collaboration. Marie-Irène Ngapeth-Biyong et Marthe Ouandié sont alors rejointes par Gertrude Omog et d’Emma Ngom avec qui elles fondent l'Union Démocratique des Femmes Camerounaises (UDEFEC) en août 1952.
En décembre 1956, elle se porte pour la deuxième fois candidate aux élections législatives constitutives de l’Assemblée législative du Cameroun (Alcam). Julienne Niat devenue Julienne Ngoumou après son mariage, est surnommée la Jeanne d’Arc du Cameroun. Elle est à nouveau la seule femme candidate à cette élection. Malheureusement, cette fois encore, elle ne remporte pas de siège dans la nouvelle assemblée. C'est finalement Julienne Keutcha en 1960 qui devient la première femme élue députée du Cameroun.

### Vie privée
Julienne Niat est mariée à Ngoumou. Elle est la mère de Margaret Sanga Ngassa, médecin et philanthrope camerounaise, pionnière de la lutte contre le Sida au Cameroun et fondatrice de l'ONG Swaa Littoral,.